# بخش لایبید
بخش لایبید، یکی از بخش‌های شهرستان میمه و وزوان در استان اصفهان ایران است. مرکز این بخش، شهر لایبید است.

## تقسیمات کشوری
- بخش لایبید
  - دهستان زرکان
  - دهستان موته

شهر: لایبید

## جمعیت
بر پایه سرشماری عمومی نفوس و مسکن در سال ۱۳۹۵، جمعیت بخش لایبید برابر با ۴٬۸۴۹ نفر بوده است.